# Qian Qianyi
Qian Qianyi   (Changshu, 22 d'octubre de 1582 (Julià) - 17 de juny de 1664) (xinès simplificat: 钱谦益; xinès tradicional: 銭 謙 益; pinyin: Qián Qiānyì) funcionari, historiador, escriptor i poeta xinès de finals de la dinastia Ming i principi de la dinastia Qing.

## Biografia
Qian va néixer el 22 d'octubre de 1582 al comtat de Changshu de la prefectura de Suzhou (ara a la província de Jiangsu). El seu nom de cortesia era "Shouzhi" (受 之) i els seus pseudònims eren "Muzhai" (牧 斋) i més tard "Mengsou" (蒙 叟).
Per part de la seva família, que durant varies generacions va ser protectora del temple budiste de Xingfu 冰 䤷, va rebre una profunda influència del budisme, i va ser deixeble del polític i erudit budista Guan Zhidao del qual va escriure una biografia.
El 1607 va aprovar l'examen provincial i el 1610 l'examen imperial a l'edat de 28 anys. Malgrat la seva formació budista va ser membre de l'academia Donglin que durant el mandat de l'emperador Wanli va transformar-se en un moviment ideològic i filosòfic proper als principis confucians, a participar de forma activa en la vida política especialment durant la darrera etapa de la Dinastia Ming.
Es va casar amb la cortesana i poetesa Liu Rushi (1618–1684).
Com a poeta i escriptor, juntament amb Gong Dingzi i Wu Weiye va ser conegut com un dels "Tres Mestres de Jiangdong"
La seva principal obra i contribució a la història del període va ser el "Liechao shiji" 列 朝 詩集" originalment una llarga antologia de poesia amb biografies adjuntes. Actualment, només s'hi imprimeixen biografies i l'obra s'ha convertit en una història inigualable d'individus dels estrats mitjà i inferior de la societat xinesa dels segles xvi i xvii.
Va adoptar una visió innovadora de la poesia que es coneix com a "xiangguan 香 觀 " o “visió de l'olor”, virtut que hom aprecia la poesia no amb els ulls, sinó pel nas. Aquesta visió olfactiva distintiva de la poesia revela la major influència del budisme. La crida de Qian a llegir i apreciar la poesia no visualment, sinó olfactiva, deriva principalment de la noció budista de biguan 鼻 觀 o de "consciència nasal".
Els poemes de Qian Qianyi van ser prohibits i destruïts durant el mandat de l'emperador Qianlong (1711-1799).
Va morir el 17 de juny de 1664.